# Lupita González
Maria Guadalupe González Gallegos, detta Lupita (Jalisco, 23 settembre 1987), è una modella messicana. Ha vinto i titolo di Nuestra Belleza Jalisco 2007 a Tlajomulco de Zuñiga, Jalisco, è arrivata alla seconda posizione di Nuestra Belleza Mexico 2007 a Manzanillo e ha vinto il titolo di Miss Continente Americano 2008 a Guayaquil (Ecuador).
Dal 2011 ha iniziato a lavorare in alcuni episodi di diverse serie televisive come Como dice el dicho. Nel marzo dello stesso anno entra a far parte della soap opera  Ni contigo ni sin ti, che vede protagonisti Eduardo Santamarina, Laura Carmine, Alessandra Rosaldo ed Erick Elias.